# Östra Grevie folkhögskola

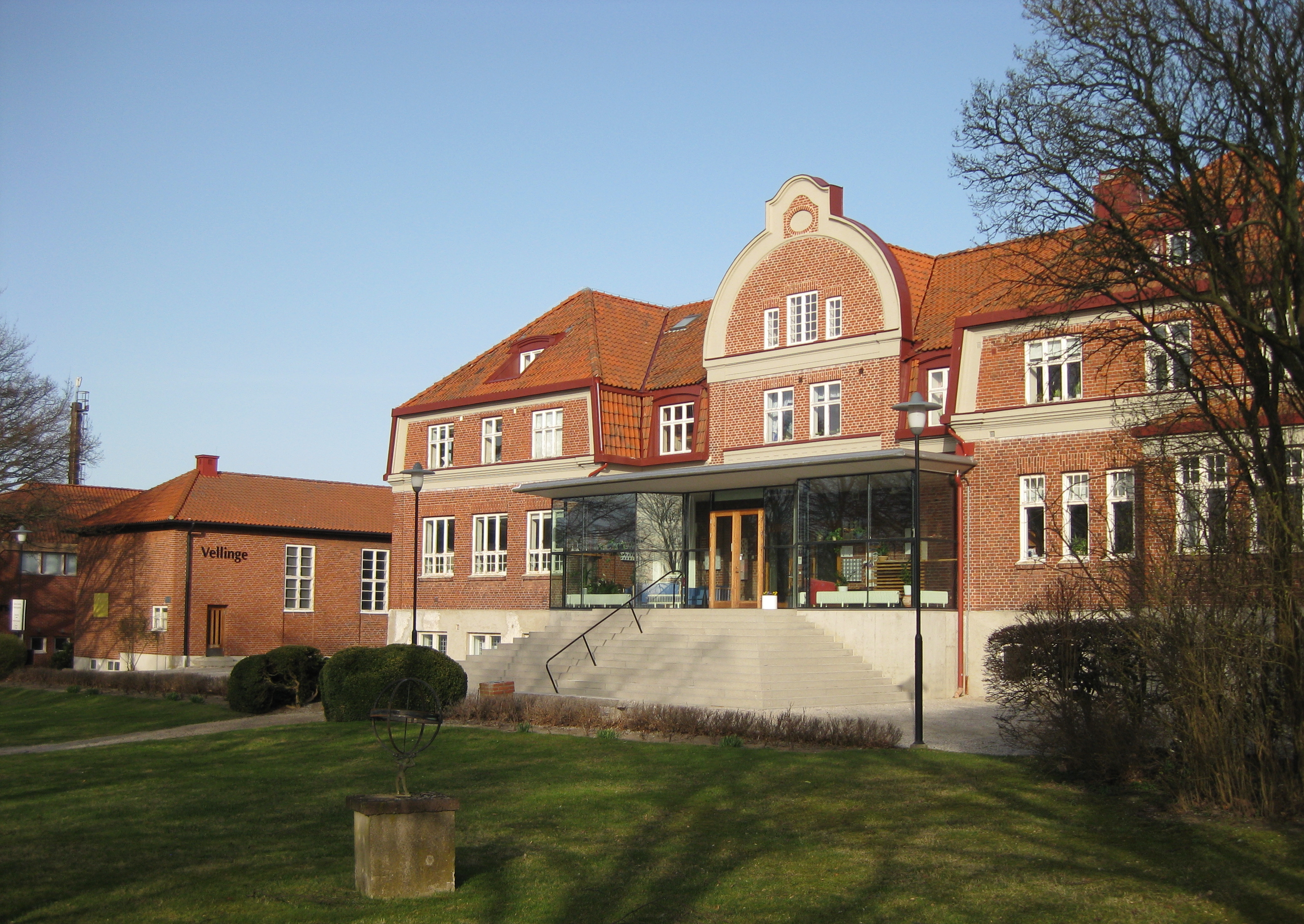
Östra Grevie folkhögskola

Östra Grevie folkhögskola är en folkhögskola som ligger i byn Östra Grevie i Vellinge kommun i Skåne. Skolan har även en filial i Malmö på Persborgstorget. Skolan drivs av en religiöst och politiskt obunden stödförening. Skolan öppnades 1914 och är 2011 den svenska folkhögskola som bedriver störst kärnverksamhet av alla svenska folkhögskolor.[källa behövs]

## Historik

### Folkhögskoleföreningen bildas
Strax efter sekelskiftet 1900 föddes idén om en folkhögskola på Söderslätt för Oxie och Skytts härad. I de lokala tidningarna försökte man ge röst åt sin idé, men ingenting hände förrän 1910. Den 10 december 1910, intressant nog den dag som numera kallas Nobeldagen, inbjöd doktor Magnus Nordman, bankdirektör J. Mattsson, disponent Sven Alfred Odenberg samt handlaren F. Ljungfeldt till ett möte på Vellinge gästgivaregård. 100 personer slöt upp till mötet, som ville undersöka möjligheten att grunda en folkhögskola i området.
Den 25 november 1911 bildades en folkhögskoleförening, men ingen plats för folkhögskolan hade bestämts. Vellinge föreslogs som skolort, mot vilket lantbrukaren Anders Cedergren från Östra Grevie reserverade sig. Nytt möte, med upprop i de lokala tidningarna, ordnades i Trelleborg, på vilket 200 personer deltog. Mötet slog än en gång fast att en folkhögskola behövdes, men däremot inget beslut om ort för skola.
Under februari 1911 var Trelleborgs två tidningar dagligen fyllda av insändare om folkhögskolans framtida placering. Många insändarskribenter argumenterade för sina favoritorter (Vellinge, Östra Grevie, Jordholmen, Trelleborg m fl), men varnade också för motståndarnas alternativ, till exempel att Trelleborg var en farlig stad.
I slutet av februari 1911 hölls ett "Kommitterande sammanträde/.../under ordförandeskap av Hans Persson i Villie. Närvarande var 60 ledamöter representerande 37 kommuner. Innan mars månads utgång var sockenombud valda, arbetsutskott utsett och andelslistor till teckning utsända. Varje andel skulle lyda på 100:– kronor och inbetalas under 10 år med en tiondel årligen." 
Den 25 november 1911 hölls ytterligare ett möte i Trelleborg. Andelar för 16.700 kronor hade förts till teckning, men fortfarande saknades andelar upp till fastställda minimibeloppet 25.000 kronor för att kunna bygga folkhögskolan. Däremot kunde man äntligen besluta var skolan skulle placeras. Trelleborg föll bort i en första utröstning; i votering mellan Östra Grevie och Jordholmen vann Östra Grevie med 92 röster mot 12. Nu ansågs folkhögskoleföreningen vara formellt bildad och dess första styrelse utsågs. Den bestod av Hans Persson, Villie (ordförande); Anders Cedergren, Östra Grevie (vice ordförande); Johan Nilsson, Stora Slågarp; S.H. Andersson, Broddahill; H. Hermodsson, Tegelberga; Einar Jensen, Lilla Svedala; Ture Trulsson, Maglarp; Per Olsson, Västra Virestad; A. Vikborn, Fuglie; And. Nilsson; Sörbygården; Per Hansson, Mellan-Grevie; Olof Andersson, Trelleborg.
Den 5 juni 1912 utsågs en tomt i Östra Grevie för folkhögskolans placering. Trelleborgs Nya Tegelbruksaktiebolag erbjöd föreningen ett område motsvarande 4 tunnland intill allmänna landsvägen för en kostnad av 800 kronor per tunnland. Den 21 december samma år fick arkitekt Carl Andrén, Staffanstorp, uppdraget att presentera en detaljerad ritning för skolans byggnader. Den planerade gymnastikbyggnaden skulle dock inte komma att byggas förrän 1937 och blev färdig att användas under våren 1938.
Byggmästare Nils Welin från Östra Grevie fick den 9 juni 1913 uppdraget att uppföra folkhögskolans byggnader. Uppförandet för huvudbyggnaden samt en mindre ekonomibyggnad skulle kosta 44 800 kronor respektive 2 275 kronor, alltså totalt 47 075 kronor. Samtidigt anlades också en trädgård. I Östra Grevie folkhögskolas första årsredovisning anges de totala fasta tillgångarna (tomt, byggnader, trädgård, inventarier, undervisningsmaterial) uppgå till 100 000 kronor.

### Östra Grevie folkhögskola öppnas
Sommaren 1913 utses fil dr Tobias Norlind till rektor för Östra Grevie folkhögskola, men skolan ska inte komma att formellt invigas förrän den 5 juni 1915. Detta underliga faktum bekräftas av att skolans första utbildningar, kvinnlig folkhögskolekurs samt lanthushållskurs, påbörjas den 22 maj 1914. Kursernas längd var 12 respektive 16 veckor. Bakgrunden till den ena kursen var en motion i landstinget om anslag till kvinnlig folkhögskolekurs, och landstinget beviljade skolan 750 kronor för kurs riktad mot kvinnlig ungdom. 
Denna sommar förbereddes vinterns 20-veckorskurser, en för män och en för kvinnor, vilka skulle komma att omfatta 22 manliga studerande samt 12 kvinnliga studerande. 20-veckorskurserna startade den 2 november samma år. Rektor Tobias Norlind formulerar verksamheten i skolans första årsredogörelse: "Skolan har börjat sin verksamhet som undervisningsanstalt under sin bygds hägn och med dess förtroende. Kan den genom välsignelserikt arbete i folkupplysningens tjänst i andliga värden återgälda något av allt det den erhållit, skulle den känna sig lycklig." 
Den officiella invigningen av Östra Grevie folkhögskola sker den 5 juni 1915. Huvudtalare är landshövding Robert De la Gardie, som i sitt invigningstal bland annat säger: "Hemmets trevnad och skönhet och medborgarskapets utövande äro ju blivna delar av undervisningen, lik som denna även omfattar handledning i trädgårdens och jordbrukets skötsel. Vad nytt som utvecklingen fört med sig mäktig att vara ett livsens vatten för släktlederna framåt. Därur tror vi, att varaktiga värden skola växa upp, icke endast för den ungdom som här söker fullbordandet av sin utbildning, utan för hela denna uråldriga och märkliga bygd och allt fosterlandet. Ske alltså." 

## Skolans rektorer
- Tobias Norlind (1913-1917)
- Sigurd Lindeborg (1917-1944)
- Henry Asketun (1944-1945)
- Hans Rydberg (1945-1960)
- Karl-Gustaf Söderquist (1960-1986)
- Yngve Persson (1986-1994)
- Lennart Brock/ställföreträdande (1994-1995)
- Alf Trellid (1995-2005)
- Susanne Andersson (2005-)
- Lena Fors/ställföreträdande (hösten 2010)
- Emelie Clemedsson/ställföreträdande (våren 2011)
- Susanne Andersson (2011-2023)
- Peter Ekstrand (2023-) [4]

## Verksamheten idag
- Allmän kurs grundskola
- Allmän kurs – gymnasium[5]
- Allmän kurs – Högskoleförberedande[5]
- Undersköterska – Utbildning[6]
- Vårdbiträde – Utbildning[7]
- Lärarassistent – Utbildning[8]
- Socialpedagog – Utbildning[9]
- Estetisk kurs i några varianter